# رنين مغناطيسي نووي

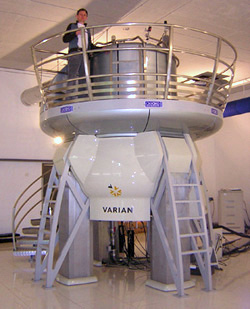
مغناطيس 900 ميجاهيرتز وبشدة 21.2 تسلا بمعهد HWB-NMR, برمنجهام,المملكة المتحدة.

الرنين المغناطيسي النووي (Nuclear magnetic resonance، يرمز له اختصاراً NMR) هي إحدى الظواهر الفيزيائية التي تعتمد على الخواص المغناطيسية الميكانيكية الكمومية لنواة الذرة. قياس الرنين النووي المغناطيسي يستخدم أيضا لتعيين خواص الجزيئات ودراسة بنية الجزيئات.
تعتمد الطريقة على أن جميع الأنوية الذرية التي فيها عددا فرديا من البروتونات أو النيوترونات يكون لها عزم مغناطيسي ذاتي intrinsic وزخم مداري زاوي. أكثر النوى التي تستخدم في هذه التقنيات هي الهيدروجين-1 وهو أكثر نظير للهيدروجين توافرا في الطبيعة إضافة إلى كربون-13. كما يمكن استخدام نظائر عناصر أخرى ولكن استخدامها أقل.

## العزم المغزلي للنواة والمغناطيسية
تمتلك كل نواة ذرية عزما مغزليا حيث أنها تتكون من بروتونات ونيوترونات التي هي منبع العزم المغزلي للنواة. ويتعين العزم المغزلي للنواة بالعدد الكمومي المغزلي S. فإذا كان عدد البروتونات وكذلك عدد النيوترونات زوجيا تكون للنواة العزم المغزلي S = 0  ، أي تكون محصلة العزم المغزلي لها تساوي صفرا.

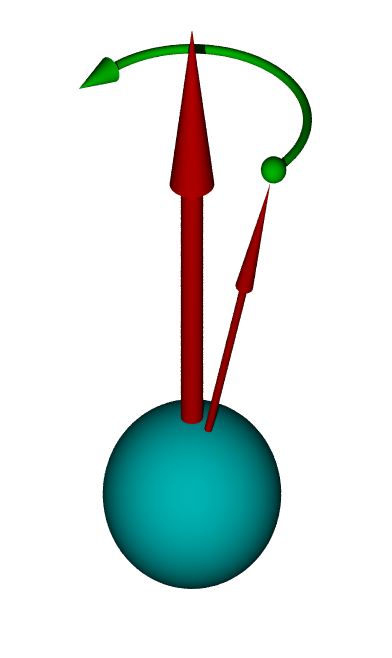
توضيح حركة اللف البدارية للعزم المغناطيسي لجسيم في مجال مغناطيسي خارجي.

في النواة تكون طاقة البروتون أو النيوترون أقل عندما يكون كل زوج منهم له عزم مغزلي موازيا لأخيه، وهذا بعكس حالة الإلكترونات التي تتبع مبدأ استبعاد باولي حيث يكون العزم المغزلي لأحد الإلكترونات في المدار الذري في عكس اتجاه العزم المغزلي للإلكترون الثاني الموجود في نفس المدار (أي الموجود في نفس مستوى الطاقة). ويرجع ذلك إلى تكوين البروتون والنيوترون من كواركات. وبناء على ذلك سنجد أن الحالة القاعية للديوترون (وهو نواة ذرة الديوتيريوم الذي يسمى أحيانا الهيدروجين الثقيل، ويتكون من 1 بروتون و 1 نيوترون وكل منهما له عدد كم مغزلي قدره 1/2)، ستكون الحالة القاعية لطاقتهما متميزة بالعدد المغزلي 1 وليس صفرا (يتكون الديوترون من 1 بروتون و 1 نيوترون وكل منهما له عزم مغزلي 1/2). وهذا معناه أن الديوترون سوف يتأثر في وجود مجال مغناطيسي ويؤدي رنين مغناطيسي لأن العزم المغزلي يكون مقترنا بعزم مغناطيسي (انظر أسفله). ونظرا للعزم المغناطيسي لنواة الديوتيريوم المساوي 1 فإن نواة الديوتيريوم تتصرف في مجال مغناطيسي خارجي تصرف رباعي الأقطاب Quadrupole.
ومن وجهة أخرى فإن التريتيوم (وهو ذرة هيدروجين أثقل من ذرة الهيدروجين الثقيل ويحتوي على 2 نيوترون و 1 بروتون) سيكون فيه 2 نيوترونات معكوسة العزم المغناطيسي بحيث تعطي محصلة النيوترونات للعزم المغزلي 0، وينفرد البروتون الذي له عزم مغزلي 1/2 في تكوين العزم المغزلي الكلي للنواة، وتصبح نواة التريتيوم ذات عزم مغزلي يساوي 1/2 وتتصرف في المجال المغناطيسي تصرف ثنائي الإقطاب Dipole(مثل قضيب مغناطيسي له قطبان). أي أن نواة التريتيوم تتصرف في المجال المغناطيسي الخارجي طبقا لتصرف البروتون الذي يمتلك عزم مغناطيسي يساوي 1/2.
يتميز طيف الامتصاص الرنيني المغناطيسي لنواة التريتيوم بتردد (موجات راديوية) أعلى قليلا عن تردد الهيدروجين-1 حيث أن نواة التريتيوم لها نسبة مغناطيسية دورانية أعلى قليلا من النسبة الخاصة بالهيدروجين-1 (1H).
كما توجد بعض الأنوية الذرية مثل الألمونيوم-27 ولها عزم مغناطيسي S = 5/2 .

## مغناطيسية النواة الذرية
وبناء على ذلك فكل عزم مغزلي للنواة يكون مقترنا بعزم مغناطيسي (μ) طبقا للعلاقة
μ = γS
حيث γ نسبة مغناطيسية دورانية.
ويسمح لنا وجود العزم المغناطيسي للنواة الذرية بمشاهدة اطياف الامتصاص لرنين النووي المغناطيسي حيث أن الرنين يحدث عند انتقال حالة الطاقة بين مستويين للعزم المغزلي في النواة.
ومعظم العناصر التي تحتوي فيها النواة على أعداد مزدوجة من البروتونات والنيوترونات يكون لها محصلة عزم مغزلي مساوية للصفر، ولذلك فهي لا تتصرف في وجود مجال مغناطيسي خارجي لا تصرف ثنائي أقطاب ولا تصرف رباعي أقطاب، بالتالي لا يوجد لتلك العناصر رنين مغناطيسي ومثال على ذلك الأكسجين-18 الذي ليس له رنين نووي مغناطيسي. بينما نجد خاصية الرنين المغناطيسي النووي في نظير عنصر كيميائي مثل الكربون-13 وله رنين نووي مغناطيسي يمكن مشاهدته، وكذلك الفوسفور-31 والكلور-35 ووالكلور-37 كل هذه أنوية لها رنين نووي مغناطيسي، والعنصرين الأخيرين يتسمان بأنهما أنوية رباعية الأقطاب quadrupole ، في حين أن الكربون-13 والفوسفور-31 فإنهما يتميزان بأنوية ثنائية الأقطاب dipole.

## رنين المغزلي للإلكترون
بالمثل كما نجد رنينا مغناطيسيا في النواة الذرية فنجد أيضا رنينا مغناطيسيا للإلكترون في الذرة حيث لأن للإلكترون هو الآخر عزم مغزلي مصحوبا بعزم مغناطيسي. ويمكننا مشاهدة حدوث رنين العزم المغزلي للإلكترون Electron spin resonance عندما ينتقل العزم المغناطيسي الإلكتروني بين مستويين للطاقة تخصهما في الغلاف الذري. وتعود تلك الخاصية أيضا إلى نفس الظاهرة المشاهدة في رنين النواة إلا أن الأجهزة المسخدمة مختلفة كما تختلف طرق الحساب والقواعد النظرية لهما. ويوجد عدد قليل من الجزيئات التي تحوي إلكترونا منفردا (غير مقترن بزميل له في مداره).
ومن المهم أن نعرف أن طريقة قياس الرنين المغناطيسي للإلكترون أكثر حساسية عن طريقة الرنين النووي المغناطيسي. كما يوجد أيضا خاصية الرنين المغناطيسي الحديدي ferromagnetic resonance وخاصية رنين العزم المغزلي الموجي المغناطيسي الحديدي ferromagnetic spin wave resonance الذي يحدث في المواد الغير بلورية مثل زجاج المواد المغناطيسية الحديدية، والتي تفوق قياساتها قياس الرنين المغناطيسية المعتادة للنواة أو للإلكترونات.

## اشعاع رنيني
عرفنا أعلاه أن:
- نواة الهيدروجين-1 لها عزم مغزلي 1/2 : أي يمكنها (كمغناطيس صغير) اتخاذ اتجاهين بحسب

{\displaystyle m_{I}=} +½ و −½
- نواة الديوتيريوم لها عزم مغزلي كلي= 1 : ويمكن أن تتخذ ثلاثة اتجاهات بحسب {\displaystyle I=1}

{\displaystyle m_{I}=} +1 و 0 و-1.
وفي غياب مجال مغناطيسي خارجي تكون الطاقة المميزة للعدد الكمومي {\displaystyle m_{I}} متساوية (انظرانفطار (فيزياء)). أما في وجود مجال مغناطيسي خارجي فيحدث انشقاقا لمستوي الطاقة وينفصلوا إلى عدة مستويات للطاقة تحتية، وبالتالي تنشأ فروقا في الطاقة بين كل مستوى للطاقة وآخر (انظرتأثير زيمان). وتعتمد ظاهرة الرنين النووي المغناطيسي على إثارة الانتقالات بين مستويات الطاقة للنواة بين الحالات المختلفة ل {\displaystyle m_{I}}.

حركة لف بدارية لارمور لأحد الذرات ولعدد من الذرات في وجود مجال مغناطيسي خارجي موازيا لمحور Z.

والطاقة اللازمة {\displaystyle \Delta E} للانتقالات تتناسب تناسبا طرديا مع شدة المجال المغناطيسي الخارجي {\displaystyle B_{0}} وكذلك على النسبة المغناطيسية الدورانية {\displaystyle \gamma } الخاصة بالنواة:
{\displaystyle \Delta E=\hbar \gamma B_{0}=\hbar \omega _{0}}
وتلك الطاقة نمدها إلى النظام من الخارج على شكل موجة كهرومغناطيسية لها تردد معين يتسبب في رنين نووي مغناطيسي يسمى رنين لارمور {\displaystyle \omega _{0}}
وهو يقع في نطاق الموجات الراديوية. وتعمل أجهزة مطيافية الرنين النووي المغناطيسي عادة عند تردد رنيني للبروتونات بين 300 ميجا هرتز و 1 جيجا هرتز.

## الاستخدامات
يمكن قياس أطياف الرنين النووي المغناطيسي للجزيئات التي تكون في محلول ولا تكون من المواد ذات مغناطيسية مسايرة. كما يمكن إجراء الفحوص على المواد ذات المغناطيسية المسايرة وعلى المواد الصلبة، إلا أن تجهيز العينات وطرق تحليل أطيافها تكون عادة أكثر صعوبة.
الطيف.
وتطبق قياسات اطياف الرنين النووي العالية الدقة على مدى واسع في المجالات الآتية:
- لتعيين المواد الداخلة في التركيبات الكيميائية وذلك بدون إفساد المادة،
- لتعيين البنية البلورية للجزيئات - من الجزيئات البسيطة إلى جزيئات البروتين وأجزاء الدانا.
- لدراسة تفاعلات الجزيئات مع بعضها البعض.

بالإضافة إلى الفحوص الطيفية فيمكن بواسطة قياس زمن استرخاء الرنين النووي الحصول على معلومات عن البنية البلورية للمواد وأنظمة حركتها الداخلية.
وتكون أزمنة الاسترخاء المختلفة للرنين النووي المغناطيسي المعينة للأنسجة الحيوية المختلفة، تكون أساسا للفحوص الطبية المتعلقة بالتشخيص التصويري في مجال تشخيص الأورام ب تصوير بالرنين المغناطيسي. وتجد طرق التشخيص بالرنين النووي المغناطيسي تطبيقات أخرى في مجالات العلوم الهندسية والجيولوجية.
ومن المجالات الهامة التي تستخدم طرق الرنين النووي المغناطيسي فحوص الحركة الانتقالية للجزيئات، مثل تخلل الجزيئات للأغشية أو انتشارها في المحاليل وفي المواد الصلبة.

وعن طريق ما يسمى بمطيافية النفاذية الموجهة diffusion-ordered-spectroscopy يمكن دراسة الحركة الانتقالية لمختلف الجزيئات في المخلوطات.

## اقرأ أيضاً
- مطيافية الرنين المغناطيسي النووي للبروتين
- ترابط مغزلي مداري
- عدد كم مغزلي
- رباعي اقطاب
- ذرة
- مدار ذري
- بدارية لارمور
- نسبة مغناطيسية دورانية
- علاج بالرنين المغناطيسي
- رنين مغناطيسي إلكتروني